# Luc Peetermans
 (juin 2013).
Si vous disposez d'ouvrages ou d'articles de référence ou si vous connaissez des sites web de qualité traitant du thème abordé ici, merci de compléter l'article en donnant les références utiles à sa vérifiabilité et en les liant à la section « Notes et références ».
Luc Peetermans, né le 14 janvier 1964 à Geel est un homme politique belge flamand, membre du CD&V.

## Biographie

### Fonctions professionnelles
Il est employé.[Quand ?]

### Fonctions politiques
- Bourgmestre de Herselt ;
- Député fédéral du 27 novembre 2009 au 6 mai 2010 en remplacement d'Inge Vervotte, ministre, empêchée.